# Caasen
Caasen ist ein Weiler von Bethenhausen im Landkreis Greiz in Thüringen.

## Lage
Caasen ist ein Weiler, in dem 80 Personen wohnen. Der Weiler befindet sich im nördlichen Teil des Landkreises Greiz und liegt nördlich von Bethenhausen mitten in der Feldmark beider Dörfer. Die Landesstraße 1079 streift den Weiler und führt nach Brahmenau und weiter in Richtung Gera.

## Geschichte
Am 9. November 1121 wurde der Weiler erstmals urkundlich genannt.

### Rittergut Caasen
Das Rittergut Caasen war ein landtagsfähiges Rittergut. Mit dem Besitz des Rittergutes verbunden war die Patrimonialgerichtsbarkeit in Form der Ober- und Erbgerichtsbarkeit über das Dorf Caasen, sowie über Teile von Bethenhausen, Groitschen und Waaswitz sowie über drei kleine Häuser in Culm. Die Obergerichtsbarkeit wurde 1838 an den Staat abgetreten, die niedere Gerichtsbarkeit am 1. Januar 1855 aufgehoben.
Inhaber des Rittergutes Caasen waren die von Nauendorf, seit 1771 die Familie von Kirchbach, seit 1772 von Bomsdorff, seit 1768 Müller, seit 1799 Höckner. 1800 verkaufte Carl Gottlob Höcker das Rittergut an die Familie Winkler. Der letzte Besitzer aus der Familie Winkler, die Landtagsabgeordnete Friedrich Eduard Otto Winkler starb 1872 unverheiratet.